# جزیره پتیچی (جزایر شانتار)
جزیره پتیچی (انگلیسی: Ptichy Island) یک جزیره در سرزمین خاباروفسک کشور روسیه است.